# 산청 덕산사 삼층석탑
산청 덕산사 삼층석탑(山淸 內院寺 三層石塔)은 대한민국 경상남도 산청군 덕산사(내원사)에 있는, 남북국 시대 신라의 삼층석탑이다. 1992년 1월 15일 대한민국의 보물 제1113호로 지정되었다.
2중의 기단 위에 3층의 탑신을 세운 신라시대탑의 전형적인 모습이다.
신라 무열왕 때인 657년에 처음 세워졌으나, 1950년대에 도굴꾼들에 의해 파괴되었다. 1961년에 내원사에서 지금의 모습으로 복원하였다. 맨위의 지붕돌이 많이 부셔졌으며, 상륜부는 남아 있지 않다. 3층으로 된 지붕돌은 평평한 느낌이지만, 모서리를 올려 경쾌함을 더하려 하였다. 4개의 주름 지붕돌과 전체적으로 길쭉해진 모습은 통일신라의 늦은 시기인 것임을 짐작케 한다.
그러나 여러장의 돌을 짜 맞춘 기단은 이른 시기의 전통을 잇고 있는 것으로 통일신라시대 석탑의 변화를 살필 수 있는 귀중한 자료로 평가받고 있다.

## 같이 보기
- 덕산사

## 참고 자료
- 산청 덕산사 삼층석탑 - 국가유산청 국가유산포털